# Miklós Perényi

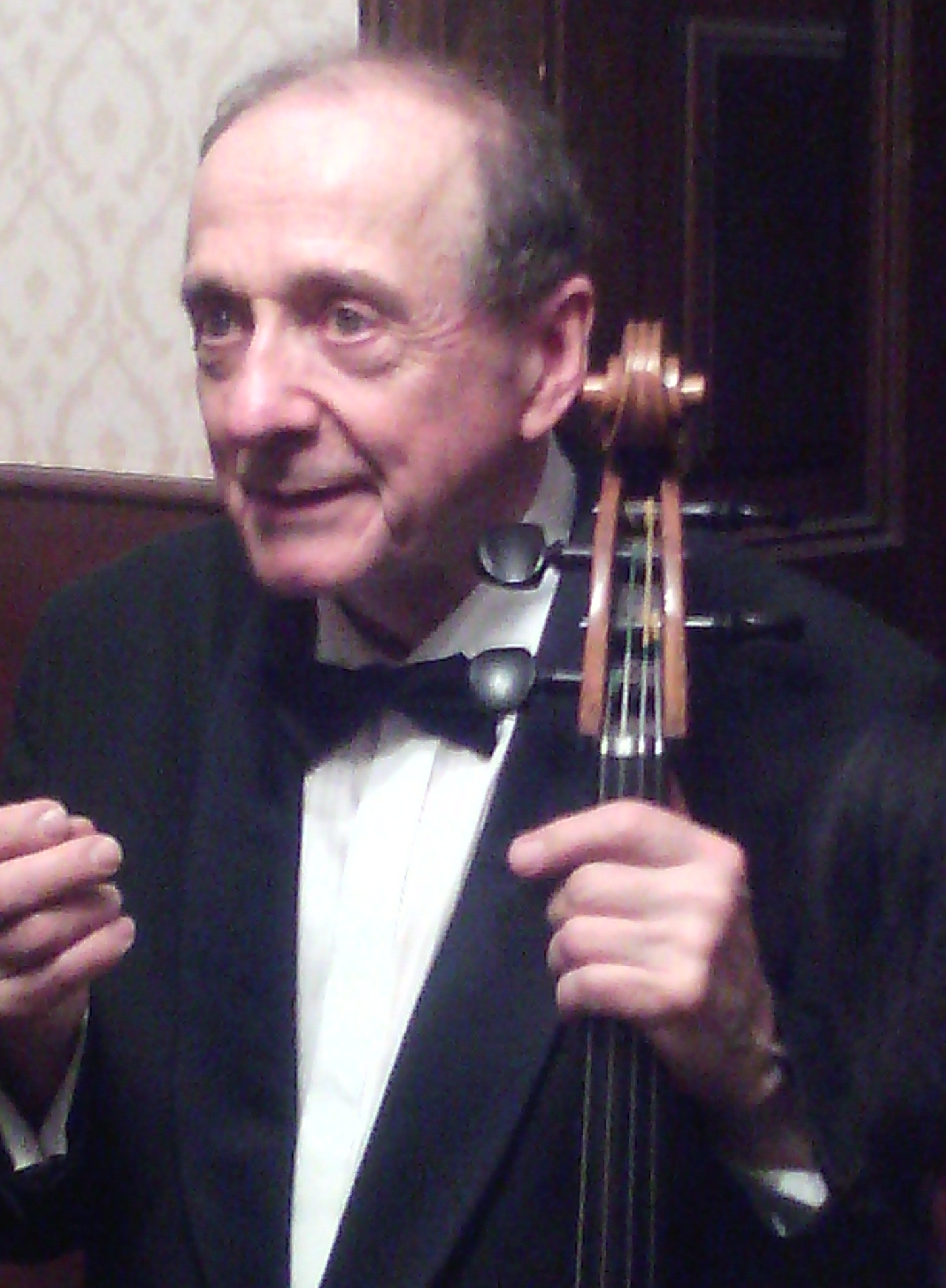
Miklós Perényi, violonchelista húngaro.

Miklós Perényi (1948-) nació en Budapest en una familia de músicos, comenzó a estudiar violonchelo a los cinco años con Miklós Zsamboki, discípulo de David Popper, y dio su primer concierto en Budapest, a los nueve. Más tarde, trabajó con Enrico Mainardi en Roma y con Ede Bande en Budapest. 
En 1963 fue galardonado en el Concurso Pablo Casals de Budapest y el propio Casals le invitó a sus clases magistrales en Puerto Rico y en el Festival de Marlboro. Ha recibido los premios Kosath y Bartók-Pasztory y es, desde 1980, catedrático de la Academia Franz Liszt de Budapest. Ha actuado en los escenarios más importantes del mundo. Ha sido invitado a los festivales de Edimburgo, Lucerna, Praga, Salzburgo, Viena,Hohenems, Varsovia y Berlín, entre otros. Ha actuado
igualmente en Japón, China y Estados Unidos y ha participado también en certámenes violonchelísticos como el Festival de Kronberg o el Pablo Casals de Prades. 
Miklós Perenyi tiene, entre otros muchos, compromisos con la Orquesta del Festival de Budapest y la Orquesta Filarmónica de la Radio de Budapest e invitaciones a los festivales de Kronberg, Winterthur y Mánchester. 
Su estrecha colaboración con el pianista András Schiff ha dado lugar a conciertos en la
Schubertiada, en el Wigmore Hall de Londres, en el Festival de Edimburgo y en el del Ruhr, así como en el Beethovenfest de Bonn y en el Musikfest de Bremen, y han sido invitados a los próximos festivales de Ittingen, Vicenza y Beauvaise.
Además, Miklós Perényi colabora regularmente con el Cuarteto Keller. Ha grabado para diversos sellos como Hungaroton, EMI-Quint, Sony Classics, Teldec, Decca Col legno y Erato. Ha grabado con András Schiff las sonatas completas de Beethoven.